# 宣化府 (交阯)

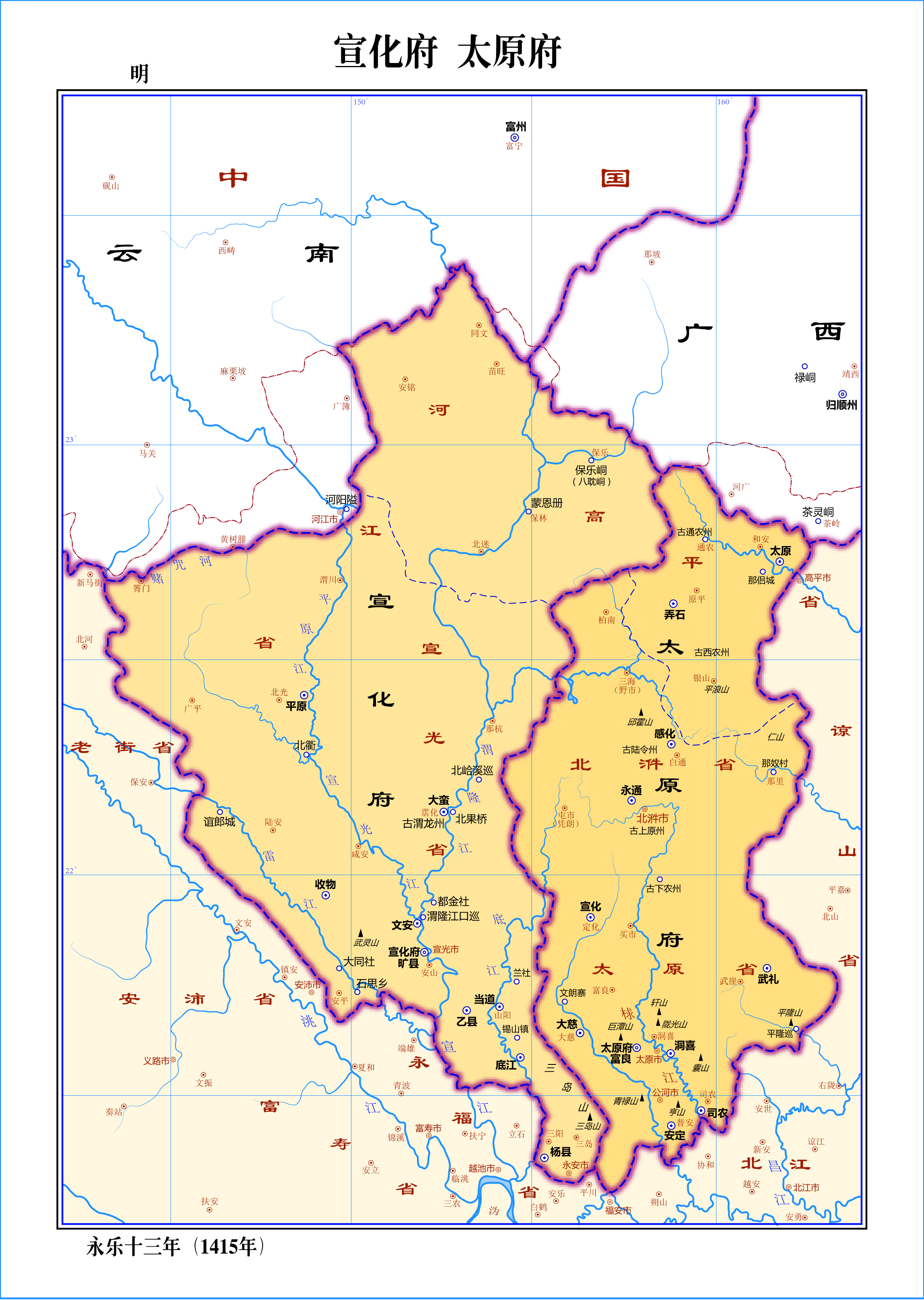
明代交阯宣化府太原府圖

宣化府，是明代交阯承宣布政使司下轄的一個府，領曠縣、當道縣、文安縣、平原縣、底江縣、收物縣、大蠻縣、楊縣、乙縣九個縣。治約在今越南宣光省、河江省和永福省的東北一隅。

## 沿革
- 永樂六年冬十月己卯，陞交阯宣化州為宣化府，改宣化州稅課局為宣化府稅課司[2][3][4][5][6]。
- 永樂六年冬十月庚子，設交阯宣化府銀場局司，置大使各二員，副使各四員。[2]。
- 永樂九年三月乙亥，陞交阯宣化府土官同知黃公剔為太原府知府，公剔上言：交阯去京師遠士人之仕者，恒念不獲躬睹朝廷文物之盛，臣今來朝，聖恩特加遷擢，不勝慶倖，誠願效勞輦轂之下，以圖補報。從之，命吏部移文交阯布政司給路費廩給遣其家屬來完聚[7]。
- 永樂九年三月甲申，以交阯土官宣化府同知梁仕永竭力建功，剿戮叛賊，固守境土，遣人齎敕往勞賜之彩幣三表裏、織金綺衣一襲、鈔千貫[8]。
- 永樂十二年三月戊戌，宣化府土官同知梁仕永遣人貢金銀器等物，皇太子命禮部宴勞之[9]。
- 永樂十三年八月丁亥，革宣化府之長江河泊所[10]。
- 永樂十四年五月丙午，設交阯宣化府儒學、醫學、道紀司[11]。
- 永樂十七年三月癸亥，設交阯宣化府陰陽學、僧綱司[12]。
- 永樂十七年秋八月丙辰，設宣化府之宣光鎮金場局，局置大使二員、副使四員[13]。
- 永樂十七年秋九月丙辰，省文安縣入曠縣，省乙縣入底江縣，領縣七[14]。
- 永樂二十年夏五月庚申，交阯宣化等府及所隸州縣學師生貢方物詣闕，謝賜五經、四書、性理大全、為善陰隲書，皇太子令禮部賜賚之[15]。
- 宣德元年十二月癸未，交阯守北閑堡宣化府同知陶季容遣民兵阮執先等追黎利至清波縣，為黎利所獲，遣還招陶季容附已，季容罵曰：『我初以土官蒙朝廷授職俯佐賜敕諭重賚，俾守茲土，背恩負德，非為臣之道，我誓不從反逆』，縣丞黃扲珠等以兵威脅，季容固不為動。[16]
- 宣德二年二月庚午，陞交阯宣化府同知陶季容為本府知府，遣人齎敕勞季容曰：『今叛寇黎利等肆為狂悖，爾能盡忠國家，謹守城堡，保障人民，深可嘉尚，特升爾為宣化府知府，尚益效忠誠，以副朝廷眷待之意』[17]。
- 宣德二年八月庚午，陞交阯宣化府知府黃安為廣東布政司左參政[18]。
- 宣德三年八月丁酉，世襲水尾縣土官、宣化府土官知府陶季容等以舊地陷沒，無所於歸來朝，明宣宗嘉念之，命賜銀幣、衣物，俾居京師，季容等陳願居附近雲南阿迷州，從之，仍令有司各給房屋田地，時加存恤，毋致失所[19]。